# 竹村洋介 (俳優)
竹村洋介（たけむら ようすけ、1935年〈昭和10年〉9月21日 - 2023年〈令和5年〉1月25日）は、日本の俳優。
1960年代に俳優として活躍、代表作は映画『白い巨塔』。
| スタブアイコン | サブスタブ | この項目は、まだ閲覧者の調べものの参照としては役立たない、俳優（男優・女優）に関連した書きかけの項目です。この項目を加筆・訂正などしてくださる協力者を求めています（P:映画/PJ芸能人）。 |